# Lapa Toni
Lapalapa Toni, detto Lapa (4 luglio 1994) è un calciatore samoano, attaccante del Kiwi.

## Carriera

### Club
Ha sempre giocato nel campionato samoano.

### Nazionale
Ha collezionato 4 presenze con la propria Nazionale.